# Collegio uninominale Veneto - 05 (2017)
Il collegio elettorale uninominale Veneto - 05 è stato un collegio elettorale uninominale della Repubblica Italiana per l'elezione del Senato tra il 2017 ed il 2022.

## Territorio
Come previsto dalla legge elettorale italiana del 2017, il collegio era stato definito tramite decreto legislativo all'interno della circoscrizione Veneto.
Era formato dal territorio di 67 comuni: Abano Terme, Agna, Albignasego, Anguillara Veneta, Arquà Petrarca, Arre, Arzergrande, Bagnoli di Sopra, Baone, Barbona, Battaglia Terme, Boara Pisani, Borgo Veneto, Bovolenta, Brugine, Candiana, Carceri, Cartura, Casale di Scodosia, Casalserugo, Castelbaldo, Cinto Euganeo, Codevigo, Conselve, Correzzola, Due Carrare, Este, Galzignano Terme, Granze, Legnaro, Lozzo Atestino, Maserà di Padova, Masi, Megliadino San Vitale, Merlara, Monselice, Montagnana, Montegrotto Terme, Ospedaletto Euganeo, Padova, Pernumia, Piacenza d'Adige, Piove di Sacco, Polverara, Ponso, Ponte San Nicolò, Pontelongo, Pozzonovo, Rovolon, Rubano, San Pietro Viminario, Sant'Angelo di Piove di Sacco, Sant'Elena, Sant'Urbano, Saonara, Selvazzano Dentro, Solesino, Stanghella, Teolo, Terrassa Padovana, Torreglia, Tribano, Urbana, Vescovana, Vighizzolo d'Este, Villa Estense, Vo'.
Il collegio era parte del collegio plurinominale Veneto - 02.

## Eletti
| Elezione | Elezione | Senatore        | Partito          |
| -------- | -------- | --------------- | ---------------- |
|          | 2018     | Antonio De Poli | Unione di Centro |

## Dati elettorali

### XVIII legislatura
Come previsto dalla legge elettorale, 116 senatori erano eletti con sistema a maggioranza relativa in altrettanti collegi uninominali a turno unico.
| Candidati              | Candidati                 | Voti    | %     | Liste                           | Voti    | %     |
| ---------------------- | ------------------------- | ------- | ----- | ------------------------------- | ------- | ----- |
|                        | Antonio De Poli ✔️ Eletto | 152 482 | 44,94 | Lega                            | 95 639  | 28,19 |
| Forza Italia           | Antonio De Poli ✔️ Eletto | 152 482 | 44,94 | 37 734                          | 11,12   |       |
| Fratelli d'Italia      | Antonio De Poli ✔️ Eletto | 152 482 | 44,94 | 14 795                          | 4,36    |       |
| Noi con l'Italia - UDC | Antonio De Poli ✔️ Eletto | 152 482 | 44,94 | 4 314                           | 1,27    |       |
|                        | Leopoldo Armellini        | 83 472  | 24,60 | Movimento 5 Stelle              | 83 472  | 24,60 |
|                        | Luigi Bisato              | 79 044  | 23,30 | Partito Democratico             | 64 486  | 19,01 |
| +Europa                | Luigi Bisato              | 79 044  | 23,30 | 11 077                          | 3,26    |       |
| Italia Europa Insieme  | Luigi Bisato              | 79 044  | 23,30 | 1 893                           | 0,56    |       |
| Civica Popolare        | Luigi Bisato              | 79 044  | 23,30 | 1 588                           | 0,47    |       |
|                        | Flavio Zanonato           | 11 015  | 3,25  | Liberi e Uguali                 | 11 015  | 3,25  |
|                        | Silvana Oberto            | 2 738   | 0,81  | Il Popolo della Famiglia        | 2 738   | 0,81  |
|                        | Luigi Tarquini            | 2 723   | 0,80  | Italia agli Italiani            | 2 723   | 0,80  |
|                        | Moreno Mantovani          | 2 501   | 0,74  | CasaPound                       | 2 501   | 0,74  |
|                        | Ismail Ait Yahya          | 2 120   | 0,62  | Potere al Popolo!               | 2 120   | 0,62  |
|                        | Mariamaddalena Gottardo   | 1 301   | 0,38  | Grande Nord                     | 1 301   | 0,38  |
|                        | Emanuela Ferrari          | 1 122   | 0,33  | Partito Valore Umano            | 1 122   | 0,33  |
|                        | Gisela Barrientos         | 453     | 0,13  | Per una Sinistra Rivoluzionaria | 453     | 0,13  |
|                        | Marlene Di Costanzo       | 325     | 0,10  | PRI - ALA                       | 325     | 0,10  |
| Totale                 | Totale                    | 339 296 | 100   |                                 | 339 296 | 100   |
|                        |                           |         |       |                                 |         |       |
| Voti non validi        | Voti non validi           | 9 066   | 2,60  |                                 |         |       |
| Votanti                | Votanti                   | 348 362 | 79,56 |                                 |         |       |
| Elettori               | Elettori                  | 437 867 |       |                                 |         |       |